# Fenerbahçe S.K.
Fenerbahçe je turski nogometni klub iz Istanbula.

## Sportski uspjesi

### Međunarodni naslovi
- Balkanski kup:
  -  Osvajač (1): 1966./67.

### Domaći naslovi

#### Tursko prvenstvo
- Tursko nogometno prvenstvo: (1924. – 1951.)
  -  Prvak (3): 1933., 1935., 1944.
  - Doprvak (2): 1940., 1947.

- Državna liga: (1936. – 1950.)
  -  Prvak (6): 1936./37., 1939./40., 1942./43., 1944./45., 1945./46., 1949./50.
  - Doprvak (2): 1943./44., 1946./47.

- Turska Super liga: (od 1959.) 
  -  Prvak (19): 1959., 1960./61., 1963./64., 1964./65., 1967./68., 1969./70., 1973./74., 1974./75., 1977./78., 1982./83., 1984./85, 1988./89., 1995./96., 2000./01., 2003./04., 2004./05., 2006./07., 2010./11., 2013./14.
  - Doprvak (24): 1960., 1961./62., 1966./67., 1970./71., 1972./73., 1975./76., 1976./77., 1979./80., 1983./84., 1989./90., 1991./92., 1993./94., 1997./98., 2001./02., 2005./06., 2007./08., 2009./10., 2011./12., 2012./13., 2014./15., 2015./16., 2017./18., 2021./22., 2022./23., 2023./24., 2024./25.

#### Ostala natjecanja
- Turski kup:
  -  Osvajač (7): 1967./68., 1973./74., 1978./79., 1982./83., 2011./12., 2012./13., 2022./23.
  - Finalist (11): 1962./63., 1964./65., 1988./89., 1995./96., 2000./01., 2004./05., 2005./06., 2008./09., 2009./10., 2015./16., 2017./18.

- Turski superkup
  -  Osvajač (9): 1968., 1973., 1975., 1984., 1985., 1990., 2007., 2009., 2014.
  - Finalist (10): 1970., 1974., 1978., 1979., 1983., 1989., 1996., 2012., 2013., 2023.

- Chancellor kup:
  -  Osvajač (8): 1944./45., 1945./46., 1949./50., 1972./73., 1979./80., 1988./89., 1992./93., 1997./98.
  - Finalist (7): 1943./44., 1970./71., 1975./76., 1976./77., 1991./92., 1993./94., 1994./95.

- TSYD kup:
  -  Osvajač (12): 1969./70., 1973./74., 1975./76., 1976./77., 1978./79., 1979./80., 1980./81., 1982./83., 1985./86., 1986./87., 1994./95., 1995./96.

- Atatürk kup:
  -  Osvajač (2): 1963./1964., 1998.

- Istanbulska nogometna liga:
  -  Prvak (16): 1911./12., 1913./14., 1914./15., 1920./21., 1922./23., 1929./30., 1932./33., 1934./35., 1935./36., 1936./37., 1943./44., 1946./47., 1947./48., 1952./53., 1956./57., 1958./59.
  - Doprvak (18): 1915./16., 1917./18., 1921./22., 1925./26., 1926./27., 1928./29., 1930./31., 1933./34., 1937./38., 1938./39., 1939./40., 1940./41., 1942./43., 1944./45., 1945./46., 1949./50., 1955./56., 1957./58.

- Istanbulski nogometni kup:
  -  Osvajač (1): 1945.

- Istanbulski štit: 
  -  Osvajač (4): 1930., 1934., 1938., 1939.

- Spor-Toto kup:
  -  Osvajač (1): 1967.

- Flota kup:
  -  Osvajač (4): 1982., 1983., 1984., 1985.

## Poznati igrači
- Cihat Arman
- Lefter Küçükandonyadis
- Can Bartu
- Cemil Turan
- Selçuk Yula
- Mehmet Topal
- Oguz Cetin
- Rıdvan Dilmen
- Aykut Kocaman
- Tanju Çolak
- Tuncay Sanli
- Volkan Demirel
- Semih Şentürk
- Kâzım Kâzım
- Ariel Ortega
- Asim Ferhatović
- Elvir Baljić
- Elvir Bolić
- Edin Džeko
- Fahrudin Zejnilović
- Alex de Souza
- Bruno Alves
- Deivid
- Roberto Carlos
- Washington Stecanelo Cerqueira
- Emil Kostadinov
- Jes Høgh
- Brian Nielsen
- Dalian Atkinson
- Nicolas Anelka
- Stephen Appiah
- Milan Rapaić
- Stjepan Tomas
- Haim Revivo
- Radomir Antić
- Srebrenko Repčić
- Uche Okechukwu
- Jay-Jay Okocha
- Dirk Kuijt
- Pierre van Hooijdonk
- Robin van Persie
- Mesut Özil
- Harald Schumacher
- Ilie Datcu
- Viorel Moldovan
- Ion Nunweiller
- Mamadou Niang
- Miroslav Stoch
- Mateja Kežman
- Lazar Lemić
- Zoran Mirković
- Dušan Pešić
- Miroslav Stević
- Daniel Güiza
- Kennet Andersson
- Diego Lugano

## Poznati treneri
- Luis Aragonés
- Christoph Daum
- Werner Lorant
- Joachim Löw
- José Mourinho
- Vítor Pereira